# Blattivorus margaritae
Blattivorus margaritae is een keversoort uit de familie waaierkevers (Rhipiphoridae). De wetenschappelijke naam van de soort is voor het eerst geldig gepubliceerd in 1949 door Rikhter.